# Szent Egyed-templom (Erfurt)
A Szent Egyed-templom (németül: Ägidienkirche) a németországi Erfurt egyik középkori temploma, és egyúttal legfőbb nevezetességének, a Kereskedők hídjának (Krämerbrücke) keleti bejárata. Ez a világ legrégebben épült metodista temploma.

## Története
Az épület egyike a két egykori templomnak, amely a Kereskedők hídjának két végén állt. A nyugati kapuban álló 11. századi Benedek-templomot a 19. században bontották le.
Az Ägidienkirche már 1110-ben capella s. aegidii confessoris néven szerepel a forrásokban. A híd és a templom 1293-as pusztulása után a romok köveiből építették újjá és 1325-ben fejezték be. Elsősorban kereskedő utazók számára épült. A földszint a középkorban nyitott csarnok volt, és eladótérként szolgált; a templomhajó egy emelettel feljebb található. Többszöri patronátusváltás után egészen a reformációig, 1525-ig a templom a skót kolostor szerzeteseihez, majd a kereskedő közösséghez tartozott. Az istentiszteleteket 1615-ben szüntették meg, a templomot 1827-ben eladták, és részben raktárként használták. A földszinten egy üzlet volt, amelynek ajtónyílásait a felújítási munkálatok során tárták fel. 1927-ben az épületet bérházként visszavásárolták, és az 1957 és 1960 közötti restaurálás óta az evangélikus-metodista egyház ismét templomként használja. Ez a világ legrégebben épült, jelenleg is használt metodista temploma, 1957 óta a Kelet-németországi Evangélikus-Metodista Egyház tulajdonában van.

## Építészeti jellemzői
A templom belső tere az első emeleten található, az oltárfülke pedig a késő gótikus stílusú erkélyben.
Az alsó szinti boltív a Krämerbrücke keleti bejáratát képezi. Az Ägidienkirche tornyából, amelynek 128 lépcsője van, szép kilátás nyílik a Krämerbrücke tetőire, egészen Erfurt jelképéig, az erfurti dómig és a Szent Szeverin-templomig, valamint a Petersberg citadella panorámájáig. A 33 méter magas templomtorony Roter Turm (Vörös-torony) néven is ismert, és minden nap látogatható. 33 méter magas tornya a legmagasabb templomtorony a metodista templomok között Németországban.

## Fordítás
- Ez a szócikk részben vagy egészben  a(z)   Ägidienkirche (Erfurt) című német Wikipédia-szócikk ezen változatának fordításán alapul.  Az eredeti cikk szerkesztőit annak laptörténete sorolja fel. Ez a jelzés csupán a megfogalmazás eredetét és a szerzői jogokat jelzi, nem szolgál a cikkben szereplő információk forrásmegjelöléseként.